# Sven Mattke

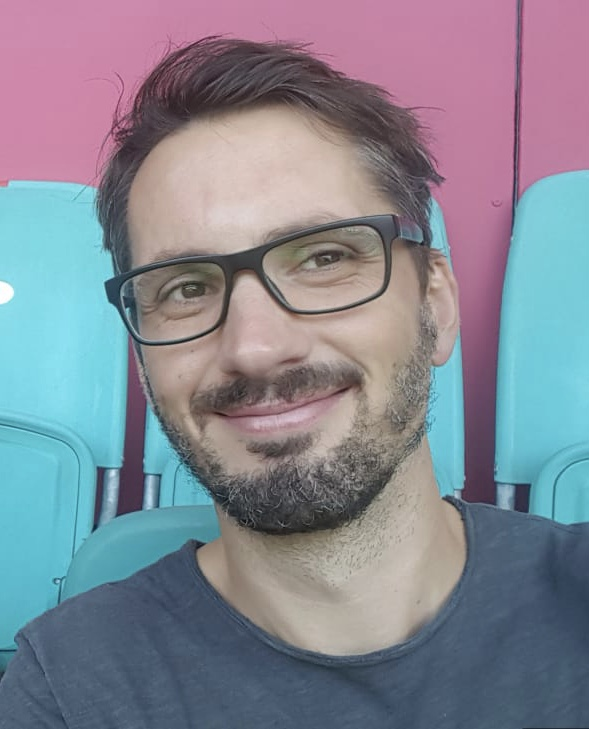
Sven Mattke in Leipzig (2022)

Sven Mattke (* 1979 in Nordhausen, Kreis Nordhausen) ist ein deutscher Schauspieler.

## Leben
Sven Mattke wuchs in seinem Heimatort Ellrich und seiner Geburtsstadt Nordhausen auf. Nach seinem Abitur am Herder-Gymnasium in Nordhausen machte er zunächst eine Ausbildung zum Krankenpfleger. Am Theater Nordhausen war er als Statist bei mehreren Opernproduktionen aktiv und entschied sich dann für die Schauspielerei als Beruf.
Von 2003 bis 2007 absolvierte er sein Schauspielstudium an der Hochschule für Musik und Theater in Hamburg. 2005 gewann er mit der Inszenierung Nit-Wits nach James Stern (Regie: Jutta Hoffmann) den Ensemble-Publikumspreis beim Theatertreffen Deutschsprachiger Schauspielschulen in Frankfurt am Main. Während seines Studiums spielte er am Schauspiel Kiel, am Thalia Theater Hamburg und auf Kampnagel.
Nach seinem Studium war er ab 2007 zunächst festes Ensemblemitglied am Schauspiel Hannover. 2010 ging er für zwei Spielzeiten an das Hessische Landestheater Marburg, wo er u. a. als Don Karlos und als Hugo in Jean-Paul Sartres Theaterstück Die schmutzigen Hände, das 2011 als beste Inszenierung bei den Hessischen Theatertagen ausgezeichnet wurde, zu sehen war.
Im Juni/Juli 2012 spielte er in einer Produktion des Neuen Schauspiels Erfurt beim Sommertheater in der Erfurter Barfüßerkirche den Romeo.
Ab der Spielzeit 2013/14 war Sven Mattke bis zum Ende der Spielzeit 2015/16 festes Ensemblemitglied am Mainfranken Theater Würzburg. Er debütierte dort als Valere in Der Geizige. In der Spielzeit 2014/15 spielte er am Mainfranken Theater in der Uraufführung Sturm (nach Motiven der Novelle von Ernst Jünger), ein Solo-Abend, der dramaturgisch und darstellerisch auf Mattkes Interpretation konzipiert worden war.
Zur Spielzeit 2016/17 ging er als fixes Ensemblemitglied an das Landestheater Linz nach Oberösterreich. Seit 2018 ist er als freischaffender Schauspieler tätig.
In der Spielzeit 2017/18 gastierte er am Theater Nordhausen und trat bei den Thüringer Schlossfestspielen Sondershausen in dem Musical Die Comedian Harmonists von Gottfried Greiffenhagen und Franz Wittenbrink auf. In der Spielzeit 2018/19 gastierte er am Theater Erlangen in einer Inszenierung des Brecht-Stücks Der aufhaltsame Aufstieg des Arturo Ui.
Von 2020 bis 2022 verkörperte er am Hansa-Theater in Hamburg den amerikanischen Schriftsteller Cliff Bradshaw in dem Musical Cabaret.
2021 gastierte er am Mecklenburgischen Staatstheater Schwerin in Titanic – Das Musical. In der Spielzeit 2021/22 gehörte er als Andy zur Uraufführungsbesetzung von Bang Boom Bang (nach dem Film von Peter Thorwarth) an der Burghofbühne Dinslaken.
Sven Mattke wirkte auch in einigen Fernsehproduktionen mit. In der 10-teiligen belgischen Fernsehserie In Vlaamse velden (2014), einer Familiensaga, die zur Zeit des Ersten Weltkriegs spielt, hatte Mattke seine erste größere Fernsehproduktion. Er verkörperte ab Folge 3 den verletzten, von einem Schrapnell getroffenen, deutschen Feldwebel Hans-Peter Breitlinger, der im Haus der Familie einquartiert wird, um die sich die Familiengeschichte dreht. In der 8. Staffel der  ARD-Serie Familie Dr. Kleist (2018) übernahm er eine Nebenrolle als junger Mann, der gemeinsam mit seinem Lebensgefährten in ein Busunglück verwickelt wird.
Außerdem wirkte er beim NDR in diversen Hörspielproduktionen mit. Sven Mattke lebt in Leipzig.

## Theater (Auswahl)
- 2007: Frühlings Erwachen!, Regie: Nuran David Calis, Rolle: Ernst Röbel – Staatstheater Hannover
- 2008: Harold und Maude, Regie: Susanne Lietzow, Rolle: Harold Chasen – Staatstheater Hannover
- 2008: A Clockwork Orange, Regie: Heidelinde Leutgöb, Rolle: George – Staatstheater Hannover
- 2009: Cyrano de Bergerac, Regie: Heidelinde Leutgöb, Rolle: Graf Guiche – Staatstheater Hannover
- 2009: Der Kirschgarten, Regie: Lars-Ole Walburg, Rolle: Jascha – Staatstheater Hannover
- 2010: Die schmutzigen Hände, Regie: André Rößler, Rolle: Hugo – Hessisches Landestheater Marburg
- 2010: The Black Rider, Regie: Matthias Faltz, Rolle: Wilhelm – Hessisches Landestheater Marburg
- 2011: Don Karlos, Regie: Roscha A. Säidow, Rolle: Karlos – Hessisches Landestheater Marburg
- 2012: Antigone, Regie: André Rößler, Rollen: Eteokles/Haimon/Teiresias – Hessisches Landestheater Marburg
- 2013: Der Geizige, Regie: Stephan Suschke, Rolle: Valère – Mainfranken Theater Würzburg
- 2013: König Lear, Regie: Stephan Suschke, Rolle: Edgar – Mainfranken Theater Würzburg
- 2014: Der Kaufmann von Venedig, Regie: Stephan Suschke, Rolle: Bassiano – Mainfranken Theater Würzburg
- 2014: Tschick, Regie: Nele Neitzke, Rolle: Maik Klingenberg – Mainfranken Theater Würzburg
- 2014: Buddenbrooks, Regie: Malte Kreutzfeld, Rolle: Thomas Buddenbrook – Mainfranken Theater Würzburg
- 2015: Krieg und Frieden, Regie: Malte Kreutzfeld, Rolle: Andrej Bolkonskij – Mainfranken Theater Würzburg
- 2016: Romeo und Julia, Regie: Antje Thoms, Rollen: Tybalt/Paris – Landestheater Linz
- 2016: Tod eines Handlungsreisenden, Regie: Katrin Plötner, Rolle: Happy – Landestheater Linz
- 2017: Das Goldene Vlies, Regie: Susanne Lietzow, Rolle: Jason – Landestheater Linz
- 2017: Ein Volksfeind, Regie: Christoph Diem, Rolle: Hovstad – Landestheater Linz
- 2017: Leben des Galilei, Regie: Katrin Plötner, Rolle: Inquisitor – Landestheater Linz
- 2019: Der aufhaltsame Aufstieg des Arturo Ui, Regie: Annette Pullen, Rollen: Flake/Gemüsehändler/Richter – Theater Erlangen
- 2020–2022: Cabaret, Regie: Ulrich Waller, Rolle: Cliff Bradshaw – Hansa-Theater
- 2021: Titanic – Das Musical, Regie: Toni Burkhardt, Rollen: Edgar Beans/Isidor Straus/J. H. Rogers – Mecklenburgisches Staatstheater Schwerin
- 2021–2022: Bang Boom Bang nach dem Film von Peter Thorwarth, Regie: André Rößler, Rolle: Andy – Burghofbühne Dinslaken

## Filmografie (Auswahl)
- 2013: Krimi.de: Einer von uns (Fernsehserie, eine Folge)
- 2014: In Vlaamse velden (Fernsehserie)
- 2016: Ohne Sie (Kurzspielfilm)
- 2018: Familie Dr. Kleist – Ein rabenschwarzer Tag (Fernsehserie, eine Folge)
- 2018: Familie Dr. Kleist – Atemlos (Fernsehserie, eine Folge)
- 2022: On the Run (Kurzfilm)